# FIVB Volleyball Challenger Cup (damer)
FIVB Volleyball Challenger Cup var en årlig volleybolltävling för landslag som organiserades av FIVB. Tävlingen genomfördes i juni/juli mellan 2018 och 2024. Från och med 2022 spelades den som en cup med åtta deltagande lag (d.v.s. med kvartsfinal, semifinal och final). Tidigare bestod den av gruppspel följt av semifinal och final.
Tävlingen var den näst högst rankade av de globala årliga volleybolltävlingarna. Vinnaren kvalificerade sig för att delta i det efterföljande årets Volleyball Nations League (den högst rankade tävlingen). Antalet platser i turneringen fördelades enligt:
| Konfederation | Värdnationen | AVC   | CAVB   | CSV        | CEV    | NORCECA     | Volleyball Nations League |
| Världsdel     | —            | Asien | Afrika | Sydamerika | Europa | Nordamerika | —                         |
| Antal platser | 1            | 1     | 1      | 1          | 2      | 1           | 1                         |

## Upplagor
| Upplaga              | Upplaga | Podium       | Podium       | Podium       |
| Säsong               | Värd    | Mästare      | Tvåa         | Trea         |
| -------------------- | ------- | ------------ | ------------ | ------------ |
| 2018 mer information | Lima    | Bulgarien    | Colombia     | Puerto Rico  |
| 2019 mer information | Lima    | Kanada       | Tjeckien     | Argentina    |
| 2020                 | -       | Ej genomförd | Ej genomförd | Ej genomförd |
| 2021                 | -       | Ej genomförd | Ej genomförd | Ej genomförd |
| 2022 mer information | Zadar   | Kroatien     | Belgien      | Puerto Rico  |
| 2023 mer information | Laval   | Frankrike    | Sverige      | Colombia     |
| 2024 mer information | Manila  | Tjeckien     | Puerto Rico  | Vietnam      |

## Medaljörer
| Pos. | Lag         | Guld | Silver | Brons | Totalt |
| ---- | ----------- | ---- | ------ | ----- | ------ |
| 1    | Tjeckien    | 1    | 1      | -     | 2      |
| 2    | Bulgarien   | 1    | -      | -     | 1      |
| 2    | Kanada      | 1    | -      | -     | 1      |
| 2    | Kroatien    | 1    | -      | -     | 1      |
| 2    | Frankrike   | 1    | -      | -     | 1      |
| 6    | Puerto Rico | -    | 1      | 2     | 3      |
| 7    | Colombia    | -    | 1      | 1     | 2      |
| 8    | Belgien     | -    | 1      | -     | 1      |
| 8    | Sverige     | -    | 1      | -     | 1      |
| 10   | Argentina   | -    | -      | 1     | 1      |
| 10   | Vietnam     | -    | -      | 1     | 1      |